# Круги дьявола
«Круги дьявола» (англ. Jackals) — американский фильм ужасов 2017 года, снятый режиссёром Кевином Гротертом. Премьера в мире состоялась 28 декабря 2017 года.

## Сюжет
Основан на реальных событиях. 1983 год. Младший сын семьи Пауэллов Джаснин попадает в секту убийц. Для того чтобы спасти сына, его семья нанимает депрограммиста Джимми. Отец Джастина и Джимми похищают парня, привозят его домой и привязывают к стулу. Джимми пытается привести парня в чувства, но у него ничего не получается. В скором времени возле дома появляется секта убийц, которые требуют вернуть Джастина обратно…

## В ролях
- Дебора Кара Ангер — Кэти Пауэлл
- Бен Салливан — Джастин Пауэлл
- Челси Рикеттс — Саманта
- Ник Ру — Кэмбелл Пауэлл
- Джонатон Шек — Эндрю Пауэлл
- Стивен Дорфф — Джимми Ливайн
- Алекс Кинги — Матео
- Кэрол Эбни — Мариана
- Алекс Катильо — Элой
- Мика Джавон Купер (Rxchie) — член секты шакала
- Кэсси Эрнандес — Луиза
- Алисса Джулия Смит — девушка-лиса, член секты
- Джейсон Скотт Дженкинс — глава секты
- Ник Фельд — член секты шакала (нет в титрах)

## Съёмочная группа
- Режиссёр: Кевин Гротерт
- Продюсер: Томми Аластра
- Сценарист: Джарет Ривет
- Оператор: Эндрю Руссо
- Композитор: Антон Санко